# Koyukón

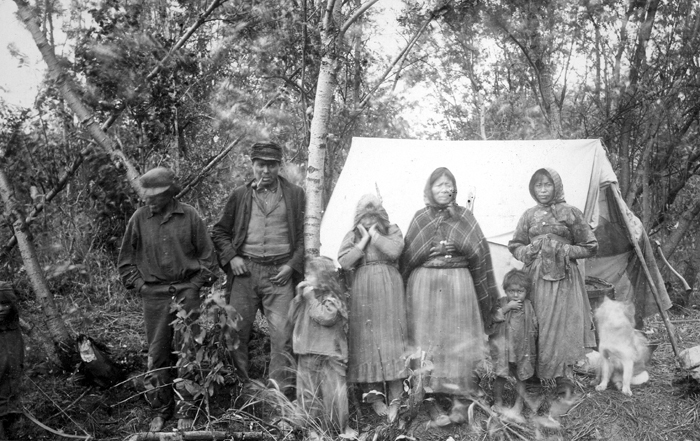
Koyukón 1898

Los koyukón son una nación indígena que habla una lengua atabascana. Viven en el norte de Alaska. Su hogar tradicional se encuentra a lo largo del río Koyukuk y del río Yukón, ríos donde ellos subsistían mediante la caza y el trampeo a lo largo de miles de años. Muchos koyukón viven hoy en día en un modo similar.
La koyukón pertenece a la familia atabascana, hablada por nativos diseminados por el noroeste de Norteamérica y en algunos lugares aislados muy al sur, como pueden ser grupos dentro de California y Arizona.

## Historia
Los primeros europeos en entrar en territorio Koyukon fueron los rusos, que subieron por el río Yukón hasta Nulato en 1838. Cuando llegaron encontraron que mercancías tales como recipientes de hierro, cuentas de cristal, ropa y tabaco ya habían llegado a esta población mediante el comercio con los esquimales de la costa. Una epidemia de viruela les había precedido también, y en los años siguientes las enfermedades europeas reducirían drásticamente la población koyukón.
El relativo aislamiento persistió hasta 1888, cuando la fiebre del oro trajo a más de mil hombres a la zona. Encontraron poco oro, y la mayoría se fue en el siguiente invierno.

## Legado
De acuerdo al antropólogo Richard K. Nelson: 
"Los koyokunes tradicionales viven en un mundo que observa, en un bosque de ojos. Una persona que se mueve por la naturaleza-por salvaje, remoto o inluso desolado que pueda ser el lugar-nunca está verdaderamente sola. El entorno es consciente, sensible, está personificado. Siente. Puede ofenderse. Y en todo momento debe ser tratado con el debido respeto."
Esta cualidad ha sido fundamental para que estudiosos como Stephan Harding y otros exponentes de la ecología profunda encuentren un ejemplo para enfrentar la crisis planetaria del siglo XXI.

## Tiempo Lejano
Según calculan los koyukón, todas las cosas, naturales o humanas, proceden de una época tan remota que nadie puede explicar o comprender su inicio. Aun así, por muy remota que sea esa época, sus eventos se mencionan con gran detalle mediante un número prodigioso de narraciones.
Las narraciones constituyen una historia oral de los koyukón y su ambiente, comenzando en una época anterior al momento en que el actual orden fue establecido. Durante esa época "los animales eran humanos"–esto es, tenían forma humana, vivían en una sociedad humana, y hablaban un lenguaje humano (el koyukón). En cierto momento en el Tiempo Lejano, ciertos humanos murieron y se transformaron en seres animales o vegetales, las especies que habitan la región Koyukon hoy en día. Estas metamorfosis dejaron un residuo de cualidades humanas y rasgos de personalidad en las criaturas de los bosques del norte.
Todas como conjunto, las narraciones del Tiempo Lejano describen un mundo primordial y su transfiguración en la forma moderna. El alcance de dichas narraciones abarca desde lo mínimo hasta lo cosmológico. Explican los comienzos de las entidades que pueblan el cielo—el sol, la luna, y la aurora. Dan cuenta de ciertos fenómenos atmosféricos, tales como las tormentas, los cuales son la personificación de un espíritu previamente humano.
Al final del Tiempo Lejano hubo una gran catástrofe. Toda la tierra resultó inundada, y bajo la supervisión del Cuervo una pareja de cada especie se embarcó en una balsa. Estas plantas y animales sobrevivieron pero, cuando la inundación finalizó, ya no pudieron comportarse nunca más como personas. Todos los humanos del Tiempo Lejano murieron, por lo que el Cuervo recreó a la gente con su forma actual.